# Шимановский, Юлий Карлович
Ю́лий Ка́рлович Шимано́вский (нем. Alphonius Nicolaus Julius von Szymanowski; 27 января [8 февраля] 1829, Рига — 13 [25] апреля 1868, 1868, Киев) — российский хирург, профессор.

## Биография
Родился 27 января (8 февраля) 1829 года в Риге, в немецко-польской дворянской семье. Его отец был армейским офицером.
После окончания Ревельской гимназии в 1850 году поступил на медицинский факультет Дерптского университета, который окончил в 1856 году и был оставлен ассистентом при хирургической клинике. Научным руководителем Шимановский был профессор Г. В. Адельман.
После защиты в 1856 году докторской диссертации на тему «Additamenta ad ossium resectionem», в 1857 году был назначен приват-доцентом и начал читать в университете курс десмологии. Одновременно, в 1856—1858 году был ассистентом университетской хирургической клиники.
В 1858—1861 годах — профессор кафедры хирургии Гельсингфорского университета; читал курсы «Оперативная хирургия» и «Хирургическая патология». Был также консультантом Гельсингфорского и Свеаборгского госпиталей.
С 1861 года экстраординарный профессор университета Святого Владимира в Киеве; профессор-консультант Киевского военного госпиталя. С 1864 года — ординарный профессор оперативной и военной хирургии.
В 1866 году Ю. Шимановского командировали в Германию для ознакомления с работой военных госпиталей. Незадолго до этого происходила война Пруссии и Австрии против Дании за Шлезвиг и Гольштейн. За короткий период профессор Ю. Шимановский посетил 34 госпиталя, познакомился с работой ряда ведущих хирургов Европы.
Вследствие врожденной патологии у Ю. К. Шимановского развилось онкологическое заболевание. Операции, проведенные Н. И. Пироговым и В. А. Караваевым, не принесли желаемых результатов. В 1868 году «Московской медицинской газете» появилось сообщение:

13 апреля, в семь часов утра, в Киеве умер от рака внутренних органов профессор Юлий Карлович Шимановский. Русская хирургия не могла понести более чувствительной утраты.
Похоронен был в Киеве, на Байковом кладбище.

## Научная деятельность

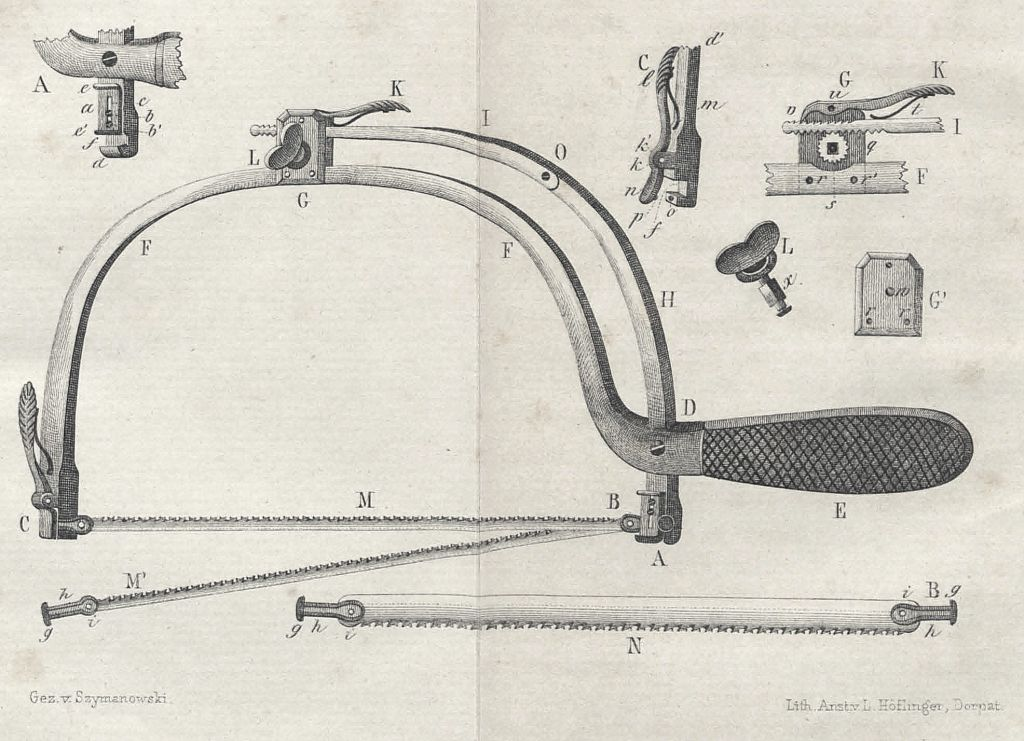
Резекционная пила Шимановского

Искусно владел техникой пластической хирургии. Внёс весомый вклад в развитие военно-полевой хирургии. Автор пособия для военных хирургов. Разрабатывал и усовершенствовал приёмы костно-пластических операций. Модифицировал гипсовую повязку.
Изобрёл целый ряд хирургических инструментов. Наиболее известна резекционная пила Шимановского, которую он сконструировал будучи студентом. Коллекция инструментов, изобретённых Ю. Шимановским, на Всемирной выставке в Париже (1867) получила высокую оценку.
Ю. К. Шимановский — один из пионеров отечественной трансплантологии, пластической и восстановительной хирургии. Предложенных в XIX веке восстановительных операций на лице было так много и они были столь разнообразны по своей методике, что основоположник русской пластической хирургии профессор Университета Святого Владимира Ю. К. Шимановский в 1865 году, обобщая опыт хирургов разных стран, подвёл итог всем таким операциям, систематизировал и тем самым сделал их доступными для любого хирурга.

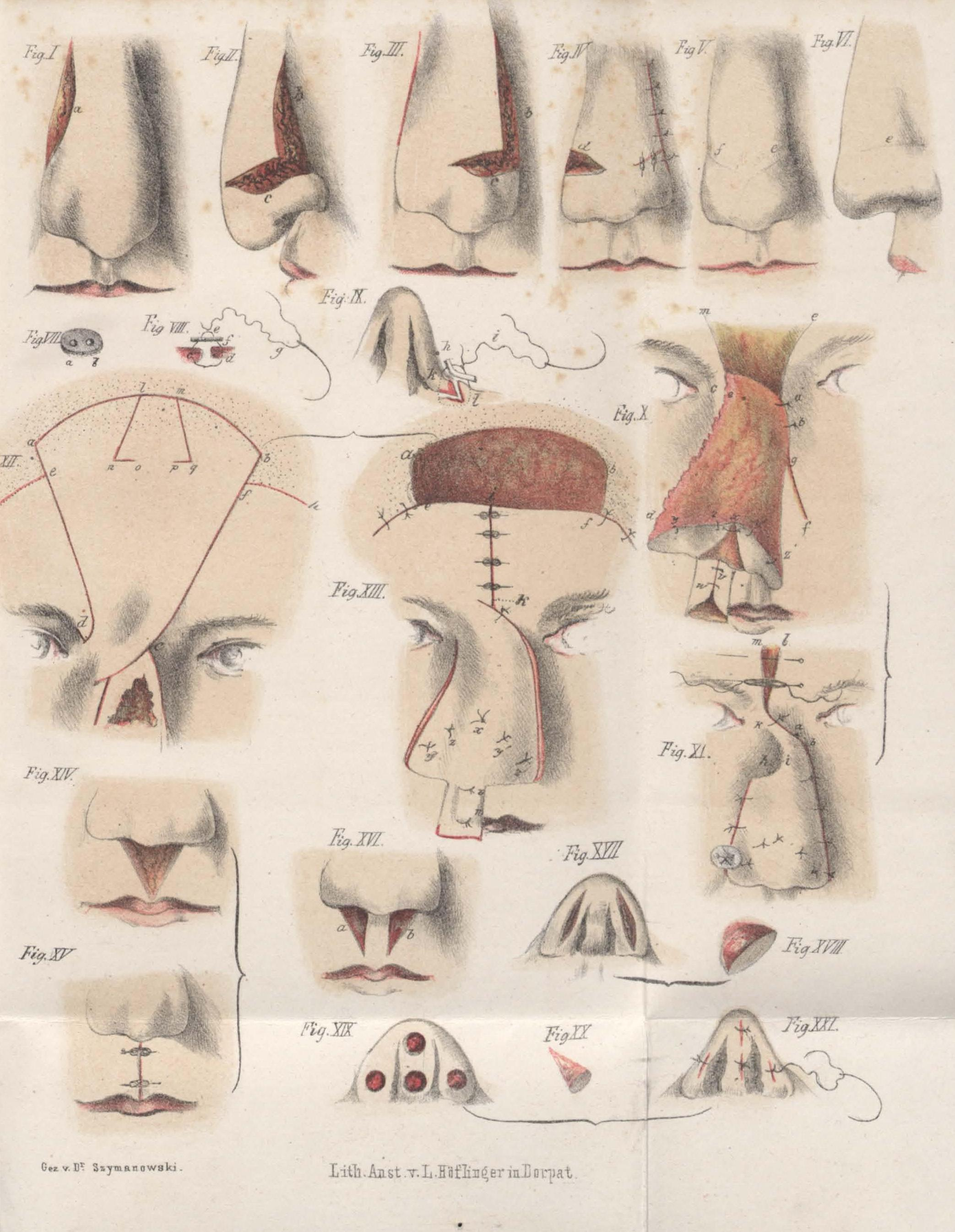
Таблица из труда Шимановского, посвящённого пластическим носа

Он ближе всех подошёл к разрешению проблемы ринопластики. Ю. Шимановский правильно решил, что во избежание западения спинки носа необходимо создавать «подпорку». С этой целью знаменитый профессор выкраивал два симметричных лоскута по обе стороны средней линии лба, причём их питающие ножки располагались у бровей, низводил эти лоскуты и устанавливал их вертикально по средней линии грушевидного отверстия.
Шимановский предложил операцию трансплантации локтевого отростка на поверхность распила плечевой кости при ампутациях, а также способ вытягивания кожи ампутационной культи.
Он также разработал способ закрытия наружного кишечного свища (способ Шимановского).
Шимановский — автор более 60 научных работ, в том числе 15 монографий. Он являлся членом Петербургского, Киевского научных обществ, а также ряда медицинских обществ Европы.

## Награды
- бронзовая медаль на Андреевской ленте в память Крымской войны 1853—1856 гг. (1856)
- Орден Святого Станислава III степени (1859)
- Орден Святой Анны III степени (1862)
- бронзовая медаль «За усмирение польского мятежа» (1864)
- Орден Святой Анны II степени (1866)

## Основные труды

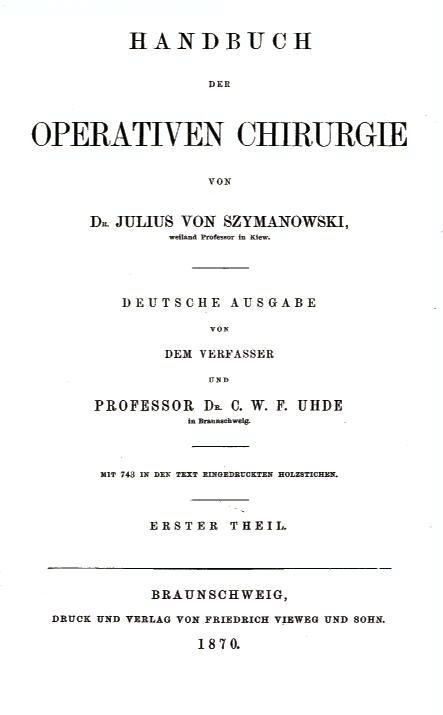
Handbuch der operativen Chirurgie. Deutsche Ausg. von dem Verfasser und C. W. F. Uhde. Braunschweig: F. Vieweg u. Sohn, 1870

- «Additamenta ad ossium resectionem» (диссертация, Дерпт, 1856)
- «Der Gypsverband mit besonderen Berücksichtigung der Militärchirurgie» (Лейпциг и СПб., 1857)
- «Adnotationes ad rhinoplasticen» (Дерпт, 1857)
- «Desmologische Bilder zum Selbstunterricht: 198 Abbildungen auf 27 Tafeln» / von Dr. Szymanowski, Privatdocent an der Kaiserlichen Universität zu Dorpat, Assistent-Arzt der chir. Klinik daselbst; auf Stein gezeichnet von C. Schulz. Dorpat: 1857
- Pirogoff N. — «Chirurgische Anatomie der Arterienstämme und Fascien, neu bearbeitet von J. Szymanowski», Leipzig u. Heidelberg: 1861
- «Краткое руководство к практическим упражнениям в десмологии для врачей и студентов» (перевод с немецкого, Киев, 1862)
- монография: «Гипсовая повязка» (в сотрудничестве докторов Кишко-Згерского, Гейнаца и Шатковского, СПб., 1863)
- «Neue Bearbeitung der N. Pirogoff’schen Anatomie der Arterien-Stämme und Fascien» (Лейпциг и Гейдельберг, 1864)
- «Оперативная хирургия, ч. 2: Операции на поверхности человеческого тела» (1865)
- «Хирургический результат путешествия за границу после войны 1866 года», К., «Университетские Известия»
- «Военно-хирургические письма. Краткое начертание важнейших отделов оперативной хирургии» (Киев, 1868; 2 изд., 1877)
- «Оперативная хирургия» (I ч., Киев, 1864; ч. II, 1865; ч. Ш, вып. 1 и 2, СПб., 1869)
- «Was ich gelebt: Lieder», Meyer, 1868 — сборник стихотворений
- «Der Gypsverband, mit besonderer Berücksichtigung der Militair-Chirurgie von Julius Szymanowski», von Adamant Media Corporation, (Taschenbuch — 18. Februar 2001)